# Krakkói királytalálkozó

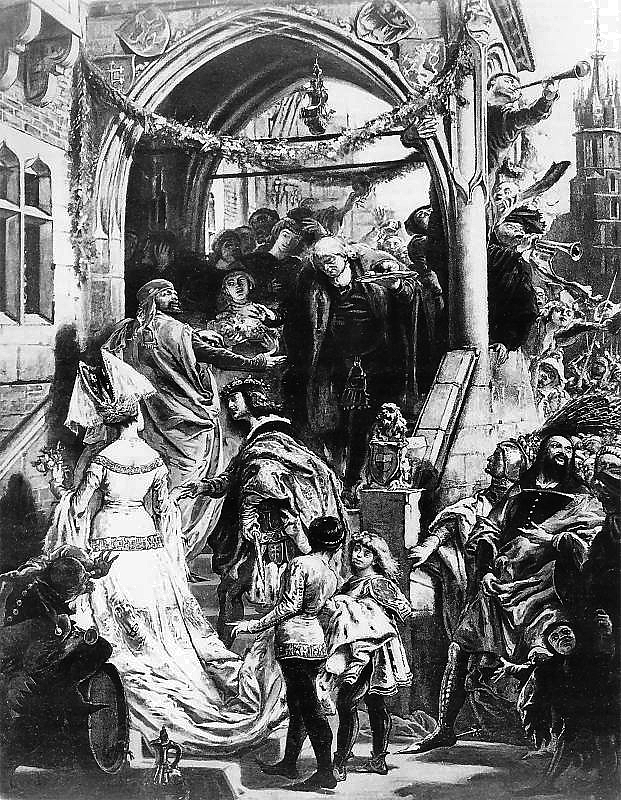
Jan Matejko: Lakoma Wierzyneknél (1877)

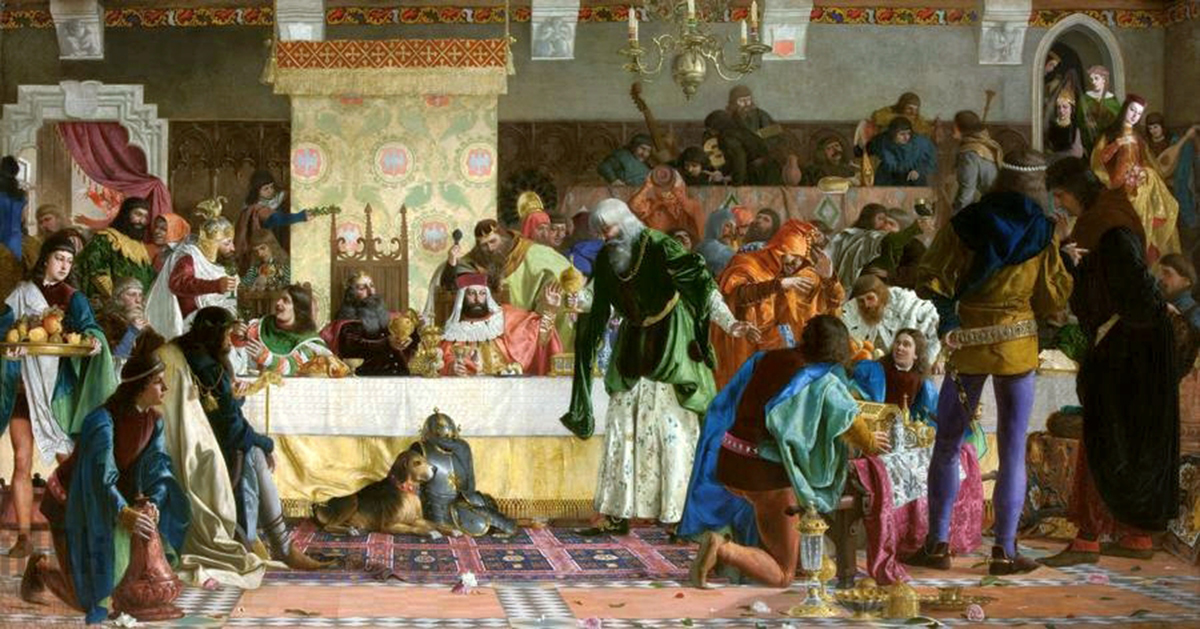
Bronisław Abramowicz: Lakoma Wierzyneknél (1876)

A Krakkói királytalálkozó (lengyelül: Zjazd krakowski, angolul: Congress of Kraków) III. Kázmér lengyel király kezdeményezésére, a krakkói városi tanács és ifjabb Mikołaj Wierzynek kereskedő, városi tanácsnok által megszervezett diplomáciai találkozó volt. 1364. szeptember 22-27. körül zajlott és számos európai uralkodó és herceg vett rajta részt. A lengyel nemzeti emlékezetben Lakoma Wierzyneknél (Uczta u Wierzynka) néven is említik.

## A királytalálkozó
A kongresszuson IV. Károly német-római császár és cseh király, I. Lajos magyar – későbbi lengyel – király, I. Péter ciprusi király, IV. Rudolf osztrák főherceg, Lajos brandenburgi őrgróf és választófejedelem, valamint III. Siemowit mazóviai herceg, Oppelni László (Władysław Opolczyk) opuliai és wieluńi herceg, Magyarország későbbi nádora, II. Bolesław sziléziai herceg, V. Bogusław pomerániai herceg, továbbá fia, IV. Kázmér (Kaźko) herceg vett részt. Utóbbi később I. Lajos ellenében sikertelenül pályázott a lengyel trónra. A korábbi vélekedésekkel ellentétben IV. Valdemár dán király nem jelent meg az eseményen.
A kongresszus összehívásának egyik oka az volt, hogy I. Péter európai szövetségeseket keresett egy muszlim ellenes keresztes hadjárathoz, mivel országát fenyegetve érezte az oszmán terjeszkedéstől és a Szentföldet, azaz az egykori Jeruzsálemi Királyságot is vissza akarta szerezni tőlük. A valódi ok azonban ennél általánosabb volt és a közép-európai hatalmi egyensúly, a béke fenntartásával volt kapcsolatos. A csodálatos környezetben tartott találkozó a lengyel király hatalmának és gazdagságának a kifejezése is volt, amelynek egész Európában nagy visszhangja támadt.
A királytalálkozó idején Kázmér adoptálta, azaz fiává fogadta I. Lajost, és ezzel az aktussal minden akadályt elhárított Lajos lengyel trónöröklése elől. Később mindkét uralkodó a „Nagy” melléknevet kapta.

## A lakoma
A kongresszus idején Wierzynek 100 ezer aranyforintot adományozott Kázmér királynak, ami a királyság fontos pénztartaléka lett. Kázmér egyébként is meg volt elégedve a vendéglátással, ezért kiváltságként engedélyezte, hogy a kereskedő saját házában is fogadja a királyi vendégeket. Jan Długosz lengyel krónikás leírása szerint a lakoma 21 napon át tartott. A Krakkóban ma is működő Wierzynek étterem hagyománya erre az időre nyúlik vissza.
A lakoma pontos helyszíne nem ismert. Elképzelhető, hogy a Morsztynowska-házban zajlott, ahol a Wierzynek étterem ma is működik. Egyes feltételezések szerint viszont a Ryneken, azaz a Krakkó főterén álló Szara-házban vagy a Szent János utca (ulica św. Jana) egyik házában rendezték meg.
A lakomáról Guillaume de Machaut francia költő és zeneszerző készített leírást, ami fontos történeti forrása az eseményeknek.

## Lásd még
- Visegrádi királytalálkozó
- Lengyel konyhaművészet
- A lengyel konyhaművészet története

## Külső kapcsolatok
- Nizalowski Attila: Lengyel-magyar: mi van a barátkozáson is túl? Mandiner, 2018. (Hozzáférés: 2019. június 20.)

## Fordítás
- Ez a szócikk részben vagy egészben a Uczta u Wierzynka című lengyel Wikipédia-szócikk ezen változatának fordításán alapul.  Az eredeti cikk szerkesztőit annak laptörténete sorolja fel. Ez a jelzés csupán a megfogalmazás eredetét és a szerzői jogokat jelzi, nem szolgál a cikkben szereplő információk forrásmegjelöléseként.